# فرانتس یوزف گرستنر
 فرانتس یوزف گرستنر (آلمانی: Franz Josef von Gerstner؛ زاده ۲۳ فوریهٔ ۱۷۵۶ درگذشته ۲۵ ژوئیهٔ ۱۸۳۲) یک دانشمند بود.